# Toray Pan Pacific Open
Il Toray Pan Pacific Open è un torneo di tennis femminile del WTA Tour, si gioca dal 1984 a Tokyo in Giappone. Era parte della categoria Tier I dal 1993 al 2008, dal 2009 al 2020 ha fatto parte della categoria Premier mentre nel 2021 è entrato a far parte della categoria WTA 500. L'evento era tradizionalmente giocato sul sintetico indoor del Tokyo Metropolitan Gymnasium, ma dal 2008 si è spostato sul cemento del Ariake Coliseum. Le edizioni del 2020 e 2021 non vennero disputate a causa della pandemia di COVID-19.
Martina Hingis detiene il record di vittorie del singolare avendolo conquistato 5 volte. Nel doppio invece con lo stesso numero di titoli primeggia Helena Suková.

## Albo d'oro

### Singolare
| Anno       | Categoria                             | Campionessa                           | Finalista                             | Punteggio                             |
| ---------- | ------------------------------------- | ------------------------------------- | ------------------------------------- | ------------------------------------- |
| 1976       | WTA Tour                              | Betty Stöve                           | Margaret Smith Court                  | 1–6, 6–4, 6–3                         |
| 1977       | WTA Tour                              | Virginia Wade (1)                     | Martina Navrátilová                   | 7–5, 5–7, 6–4                         |
| 1978       | WTA Tour                              | Virginia Wade (2)                     | Betty Stöve                           | 6–4, 7–6                              |
| 1979       | WTA Tour                              | Billie Jean King (1)                  | Evonne Goolagong                      | 6–4, 7–5                              |
| 1980       | WTA Tour                              | Billie Jean King (2)                  | Terry Holladay                        | 7–5, 6–4                              |
| 1981       | WTA Tour                              | Ann Kiyomura                          | Bettina Bunge                         | 6–4, 7–5                              |
| 1982       | WTA Tour                              | Bettina Bunge                         | Barbara Potter                        | 7–6, 6–2                              |
| 1983       | WTA Tour                              | Lisa Bonder                           | Andrea Jaeger                         | 6–2, 5–7, 6–1                         |
| 1984       | WTA Tour                              | Manuela Maleeva (1)                   | Claudia Kohde Kilsch                  | 3–6, 6–4, 6–4                         |
| 1985       | WTA Tour                              | Manuela Maleeva (2)                   | Bonnie Gadusek                        | 7–6(2), 3–6, 7–5                      |
| 1986       | WTA Tour                              | Steffi Graf (1)                       | Manuela Maleeva                       | 6–4, 6–2                              |
| 1987       | WTA Tour                              | Gabriela Sabatini (1)                 | Manuela Maleeva                       | 6–4, 7–6(6)                           |
| 1988       | Tier III                              | Pam Shriver                           | Helena Suková                         | 7–5 6–1                               |
| 1989       | Tier III                              | Martina Navrátilová (1)               | Lori McNeil                           | 6(3)–7, 6–3, 7–6(5)                   |
| 1990       | Tier II                               | Steffi Graf (2)                       | Arantxa Sánchez Vicario               | 6–1, 6–2                              |
| 1991       | Tier II                               | Gabriela Sabatini (2)                 | Martina Navrátilová                   | 2–6, 6–2, 6–4                         |
| 1992       | Tier II                               | Gabriela Sabatini (3)                 | Martina Navrátilová                   | 6–2, 4–6, 6–2                         |
| 1993       | Tier I                                | Martina Navrátilová (2)               | Larisa Neiland                        | 6–2, 6–2                              |
| 1994       | Tier I                                | Steffi Graf (3)                       | Martina Navrátilová                   | 6–2, 6–4                              |
| 1995       | Tier I                                | Kimiko Date                           | Lindsay Davenport                     | 6–1, 6–2                              |
| 1996       | Tier I                                | Iva Majoli                            | Arantxa Sánchez Vicario               | 6–4, 6–1                              |
| 1997       | Tier I                                | Martina Hingis (1)                    | Steffi Graf                           | walkover                              |
| 1998       | Tier I                                | Lindsay Davenport (1)                 | Martina Hingis                        | 6–3, 6–3                              |
| 1999       | Tier I                                | Martina Hingis (2)                    | Amanda Coetzer                        | 6–2, 6–1                              |
| 2000       | Tier I                                | Martina Hingis (3)                    | Sandrine Testud                       | 6–3, 7–5                              |
| 2001       | Tier I                                | Lindsay Davenport (2)                 | Martina Hingis                        | 6(4)–7, 6–4 6–2                       |
| 2002       | Tier I                                | Martina Hingis (4)                    | Monica Seles                          | 7–6(6), 4–6, 6–3                      |
| 2003       | Tier I                                | Lindsay Davenport (3)                 | Monica Seles                          | 6(6)–7, 6–1, 6–2                      |
| 2004       | Tier I                                | Lindsay Davenport (4)                 | Magdalena Maleeva                     | 6–4, 6–1                              |
| 2005       | Tier I                                | Marija Šarapova (1)                   | Lindsay Davenport                     | 6–1, 3–6, 7–6(5)                      |
| 2006       | Tier I                                | Elena Dement'eva                      | Martina Hingis                        | 6–2, 6–0                              |
| 2007       | Tier I                                | Martina Hingis (5)                    | Ana Ivanović                          | 6–4, 6–2                              |
| 2008       | Tier I                                | Dinara Safina                         | Svetlana Kuznecova                    | 6–1, 6–3                              |
| 2009       | Premier 5                             | Marija Šarapova (2)                   | Jelena Janković                       | 5–2 rit.                              |
| 2010       | Premier 5                             | Caroline Wozniacki (1)                | Elena Dement'eva                      | 1–6, 6–2, 6–3                         |
| 2011       | Premier 5                             | Agnieszka Radwańska (1)               | Vera Zvonarëva                        | 6–3, 6–2                              |
| 2012       | Premier 5                             | Nadia Petrova                         | Agnieszka Radwańska                   | 6–0, 1–6, 6–3                         |
| 2013       | Premier 5                             | Petra Kvitová                         | Angelique Kerber                      | 6–2, 0–6, 6–3                         |
| 2014       | Premier                               | Ana Ivanović                          | Caroline Wozniacki                    | 6–2, 7–6(2)                           |
| 2015       | Premier                               | Agnieszka Radwańska (2)               | Belinda Bencic                        | 6–2, 6–2                              |
| 2016       | Premier                               | Caroline Wozniacki (2)                | Naomi Ōsaka                           | 7–5, 6–3                              |
| 2017       | Premier                               | Caroline Wozniacki (3)                | Anastasija Pavljučenkova              | 6–0, 7–5                              |
| 2018       | Premier                               | Karolína Plíšková                     | Naomi Ōsaka                           | 6–4, 6–4                              |
| 2019       | Premier                               | Naomi Ōsaka                           | Anastasija Pavljučenkova              | 6–2, 6–3                              |
| 2020- 2021 | Annullato per pandemia di Coronavirus | Annullato per pandemia di Coronavirus | Annullato per pandemia di Coronavirus | Annullato per pandemia di Coronavirus |
| 2022       | WTA 500                               | Ljudmila Samsonova                    | Zheng Qinwen                          | 7–5, 7–5                              |
| 2023       | WTA 500                               | Veronika Kudermetova                  | Jessica Pegula                        | 7–5, 6–1                              |
| 2024       | WTA 500                               | Zheng Qinwen                          | Sofia Kenin                           | 7–6(5), 6–3                           |

### Doppio
| Anno       | Categoria                             | Campionesse                                    | Finaliste                                  | Punteggio                             |
| ---------- | ------------------------------------- | ---------------------------------------------- | ------------------------------------------ | ------------------------------------- |
| 1984       | WTA Tour                              | Claudia Kohde Kilsch (1) Helena Suková (1)     | Elizabeth Sayers Catherine Tanvier         | 6–4, 6–4                              |
| 1985       | WTA Tour                              | Claudia Kohde Kilsch (2) Helena Suková (2)     | Marcella Mesker Elizabeth Sayers-Smylie    | 6–0, 6–4                              |
| 1986       | WTA Tour                              | Bettina Bunge Steffi Graf                      | Katerina Maleeva Manuela Maleeva           | 6–1, 6(4)–7, 6–2                      |
| 1987       | WTA Tour                              | Anne White Robin White                         | Katerina Maleeva Manuela Maleeva           | 6–1, 6–2                              |
| 1988       | Tier III                              | Pam Shriver Helena Suková (3)                  | Gigi Fernández Robin White                 | 4–6, 6–2, 7–6(5)                      |
| 1989       | Tier III                              | Katrina Adams Zina Garrison                    | Mary Joe Fernández Claudia Kohde Kilsch    | 6–3, 3–6, 7–6(5)                      |
| 1990       | Tier II                               | Gigi Fernández (1) Elizabeth Sayers-Smylie (1) | Jo-Anne Faull Rachel McQuillan             | 6–2, 6–2                              |
| 1991       | Tier II                               | Kathy Jordan Elizabeth Sayers-Smylie (2)       | Mary Joe Fernández Robin White             | 4–6, 6–0, 6–3                         |
| 1992       | Tier II                               | Arantxa Sánchez Vicario Helena Suková (4)      | Martina Navrátilová Pam Shriver            | 7–5, 6–1                              |
| 1993       | Tier I                                | Martina Navrátilová Helena Suková (5)          | Lori McNeil Rennae Stubbs                  | 6–4, 6–3                              |
| 1994       | Tier I                                | Elizabeth Sayers-Smylie (3) Pam Shriver        | Manon Bollegraf Martina Navrátilová        | 6–3, 3–6, 7–6(3)                      |
| 1995       | Tier I                                | Gigi Fernández (2) Nataša Zvereva (1)          | Lindsay Davenport Rennae Stubbs            | 6–0, 6–3                              |
| 1996       | Tier I                                | Gigi Fernández (3) Nataša Zvereva (2)          | Mariaan de Swardt Irina Spîrlea            | 7–6(7), 6–3                           |
| 1997       | Tier I                                | Lindsay Davenport (1) Nataša Zvereva (3)       | Gigi Fernández Martina Hingis              | 6–4, 6–3                              |
| 1998       | Tier I                                | Martina Hingis (1) Mirjana Lučić               | Lindsay Davenport Nataša Zvereva           | 7–5, 6–4                              |
| 1999       | Tier I                                | Lindsay Davenport (2) Nataša Zvereva (4)       | Martina Hingis Jana Novotná                | 6–2, 6–3                              |
| 2000       | Tier I                                | Martina Hingis (2) Mary Pierce                 | Alexandra Fusai Nathalie Tauziat           | 6–4, 6–1                              |
| 2001       | Tier I                                | Lisa Raymond (1) Rennae Stubbs (1)             | Anna Kurnikova Iroda Tulyaganova           | 7–6(5), 2–6, 7–6(6)                   |
| 2002       | Tier I                                | Lisa Raymond (2) Rennae Stubbs (2)             | Els Callens Roberta Vinci                  | 6–1, 6–1                              |
| 2003       | Tier I                                | Elena Bovina Rennae Stubbs (3)                 | Lindsay Davenport Lisa Raymond             | 6–3, 6–4                              |
| 2004       | Tier I                                | Cara Black (1) Rennae Stubbs (4)               | Elena Lichovceva Magdalena Maleeva         | 6–0, 6–1                              |
| 2005       | Tier I                                | Janette Husárová Elena Lichovceva              | Lindsay Davenport Corina Morariu           | 6–4, 6–3                              |
| 2006       | Tier I                                | Lisa Raymond (3) Samantha Stosur (1)           | Cara Black Rennae Stubbs                   | 6–2, 6–1                              |
| 2007       | Tier I                                | Lisa Raymond (4) Samantha Stosur (2)           | Vania King Rennae Stubbs                   | 7–6(6), 3–6, 7–5                      |
| 2008       | Tier I                                | Vania King Nadia Petrova                       | Lisa Raymond Samantha Stosur               | 6–1, 6–4                              |
| 2009       | Premier 5                             | Alisa Klejbanova Francesca Schiavone           | Daniela Hantuchová Ai Sugiyama             | 6–4, 6–2                              |
| 2010       | Premier 5                             | Iveta Benešová Barbora Záhlavová-Strýcová (1)  | Shahar Peer Peng Shuai                     | 6–4, 4–6, [10–8]                      |
| 2011       | Premier 5                             | Liezel Huber Lisa Raymond (5)                  | Gisela Dulko Flavia Pennetta               | 7–6(4), 0–6, [10–6]                   |
| 2012       | Premier 5                             | Raquel Kops-Jones Abigail Spears               | Anna-Lena Grönefeld Květa Peschke          | 6–1, 6–4                              |
| 2013       | Premier 5                             | Cara Black (2) Sania Mirza (1)                 | Chan Hao-ching Liezel Huber                | 4–6, 6–0, [11–9]                      |
| 2014       | Premier                               | Cara Black (3) Sania Mirza (2)                 | Garbiñe Muguruza Carla Suárez Navarro      | 6–2, 7–5                              |
| 2015       | Premier                               | Garbiñe Muguruza Carla Suárez Navarro          | Chan Hao-ching Chan Yung-jan               | 7–5, 6–1                              |
| 2016       | Premier                               | Sania Mirza (3) Barbora Strýcová (2)           | Liang Chen Yang Zhaoxuan                   | 6–1, 6–1                              |
| 2017       | Premier                               | Andreja Klepač María José Martínez Sánchez     | Dar'ja Gavrilova Dar'ja Kasatkina          | 6–3, 6–2                              |
| 2018       | Premier                               | Miyu Katō Makoto Ninomiya                      | Andrea Sestini Hlaváčková Barbora Strýcová | 6–4, 6–4                              |
| 2019       | Premier                               | Chan Hao-ching Latisha Chan                    | Hsieh Su-wei Hsieh Yu-chieh                | 7–5, 7–5                              |
| 2020- 2021 | Annullato per pandemia di Coronavirus | Annullato per pandemia di Coronavirus          | Annullato per pandemia di Coronavirus      | Annullato per pandemia di Coronavirus |
| 2022       | WTA 500                               | Gabriela Dabrowski Giuliana Olmos              | Nicole Melichar-Martinez Ellen Perez       | 6–4, 6–4                              |
| 2023       | WTA 500                               | Ulrikke Eikeri Ingrid Neel                     | Eri Hozumi Makoto Ninomiya                 | 3–6, 7–5, [10–5]                      |
| 2024       | WTA 500                               | Shūko Aoyama Eri Hozumi                        | Ena Shibahara Laura Siegemund              | 6-4, 7-6(3)                           |